# Abulites
Abulites (Oudgrieks: Ἀβουλίτης / Aboulítēs) was een satraap van Darius Codomannus in het landschap Susiana.
Toen Alexander de Grote in aantocht was, zond hij hem zijn zoon tegemoet en onderwierp zich vrijwillig aan hem, waarvoor hij in zijn satrapie  werd bevestigd. Toen hij echter op Alexanders tocht naar Indië slecht voor het leger zorgde en het gebrek had laten lijden, werd hij op de koning zijn bevel na zijn terugkomst met de dood gestraft.

## Antieke bronnen
- Quintus Curtius Rufus, V 8.8.
- Lucius Flavius Arrianus, VII 4.

## Referentie
- art. Abulites, in F. Lübker - trad. ed. J.D. Van Hoëvell, Classisch Woordenboek van Kunsten en Wetenschappen, Rotterdam, 1857, p. 2.